# Anastasia Gorbenko
Dit overzicht is mogelijk incompleet; u kunt helpen door het uit te breiden.
Anastasia Gorbenko (Hebreeuws: אנסטסיה גורבנקו, Oekraïens: Анастасія Горбенко) (Haifa, 7 augustus 2003) is een zwemmer uit Israël van Oekraïense komaf.
Gorbenko kwam uit op de Olympische Jeugdzomerspelen 2018, waar ze op de 200 meter wisselslag een gouden medaille won.
Op de Europese kampioenschappen zwemmen 2020 behaalde Gorbenko een gouden medaille op de 200 meter wisselslag.